# Тільмиґ
Тільмиґ - згаслий вулкан на півночі півострова Камчатка. Вулкан знаходиться у верхів'ях річки Воямполки (Жилової), яка впадає в Охотське море.
Вулкан є щитоподібним масивом з двох базальтових щитів, що утворилися в голоцені. Діаметри щитів дорівнюють 7 і 15 кілометрів відповідно, вони утворилися поверх базальтового плато нижньоплейстоценового віку. Тільмиґ є одним із найпівнічніших вулканів Камчатки. На південь від нього знаходиться вулкан Острий.